# María Manuela
María Manuela Díaz Orjales, conocida como María Manuela (Ferrol, La Coruña, 7 de enero de 1945) es una cantante y pintora española.

## Trayectoria
Comenzó su carrera musical como solista, grabando un sencillo en 1974, que incluía las canciones «Pedro Chosco» y «Ana Mariña». Al año siguiente se lanzó su primer larga duración, Cantigas ao meu xeito (‘canciones a mi manera’).
Casada desde 1968 con el músico y compositor Miguel Tranquilo (1945-1998), formó un dúo con él en 1977 y grabó seis discos más, dos ese mismo año―Idioma meu y Panxoliñas― y en 1979 Cantigas para nenos e neneiros. En 1982 grabó el álbum Ergueremo-la espranza. En 1989 colaboró con la obra A mulata Coromoto en un disco dedicado al político galleguista y poeta Celso Emilio Ferreiro (1912-1979).
A principios de los años noventa lanzó dos álbumes más, Barco na alba (que incluyó dos piezas compuestas por la propia María Manuela sobre cantigas medievales, e Imos cantar xuntos, álbum infantil realizado en colaboración con el grupo Ledicia, del colegio Manuel Masdías de Caranza.
El 19 de septiembre de 1998 falleció su esposo, y en 1999 continuó su carrera en solitario con un álbum dedicado a él (Para Miguel), y colaboró en la grabación del álbum SempreMar, del colectivo Burla Negra.
Como pintora, tiene una larga carrera en una creación colorista y expresionista, principalmente en pintura al óleo y como dibujante.
Expuso en las salas de la Caixa Galicia (en Ferrol y Santiago de Compostela), en el Círculo Mercantil de Vigo, en el Foro de las Artes de Lorient (Francia) y en numerosos lugares en toda Galicia, España y Europa.
Actualmente forma parte del colectivo de pintores ARGA (Asociación de Artistas Plásticos Gallegos).
Su grupo acompañante consta de siete músicos:
- Paco Barreiro (guitarra).
- Xurxo Varela (viola da gamba y guitarra).
- Manolo Dopico (guitarra, mandolina y voz).
- Pepe do Pico (zanfona y percusión).
- Roberto Grandal (acordeón).
- Nuria Lestegás (violín).
- Pablo Pérez o Simón García (contrabajo).

El 4 de diciembre de 2008, coincidiendo con los 35 años de su carrera musical, el Ayuntamiento de Ferrol organizó un homenaje de reconocimiento de su valor artístico como cantante, pintora y defensora de la lengua gallega. Minutos antes de la gala, señaló que entre otros muchas inspiraciones poéticas, para Miguel Tranquilo y ella, "Manuel María y Ana Caxiao fueron siempre nuestros referentes".
Participó, con cinco cuadros, junto a otras siete artistas gallegas, en el proyecto de la Catedrática de lengua y literatura gallega Aurora Marco, ELAS, un libro y exposición en el que se reivindica el papel de las mujeres en la sociedad gallega, publicado en 2015.
María Manuela puso la voz en el de la abuela en el largometraje de animación Valentina, de Chelo Loureiro, Premio Goya 2022 a la mejor película de animación.

## Discografía

### En solitario
- 1974: Pedrochosco / Ana Mariña (sencillo).
- 1975: Cántigas ao meu xeito (LP, Polydor).
- 1977: Idioma meu (LP, Zafiro).
- 1977: Cántigas para nenos e neneiros (LP, Zafiro).
- 1979: María Manuela (recopilación).
- 1999: Para Miguel (CD, Boa Music).

### En el dúo Manuela e Miguel
- 1982: Erguerémo-a esperanza (LP, Ruada).
- 1990: Imos cantar xuntos (Xerais).
- 1991: Barco na alba (LP, Sons Galiza).

### Colaboraciones y trabajos colectivos
- 1977: Panxoliñas nas voces María Manuela e Xoán Rubia, con Xoán Rubia (1947-).[13]
- 1989: Homenaxe a Celso Emilio.
- 2012: O meu primeiro Celso Emilio.[14][15]
- 2013: A miña primeira Rosalía.[16][17]

## Vida personal
Uno de sus hijos, Xurxo Varela, también es músico, mientras que Miguel Anxo Varela es pintor.